# Hươu chuột Philippines
Cheo cheo Philippines  (danh pháp hai phần: Tragulus nigricans) là một loài động vật guốc chẵn thuộc Họ Cheo cheo. Loài cheo cheo này phân bố ở Philippines. Chúng là loài động vật nhai lại và sinh hoạt vào ban đêm, đây là đặc hữu của Balabac và gần hòn đảo nhỏ hơn (Bugsuc và Ramos) về phía tây nam của Palawan ở Philippines. Nó dã được coi là một phân loài của con cheo cheo Napu (T. napu). Tuy nhiên, trong năm 2004 T. nigricans được tách ra khỏi T. napu làm thành một loài riêng của mình do sự khác biệt về hình thái hộp sọ (đo sọ).
Bên ngoài Philippines, chỉ có cheo cheo Philippines được nuôi nhốt ở sở thú Wroclaw ở Ba Lan.
Cheo cheo Philipin bị đe dọa do nhiều lý do khác nhau như săn bắn và bắt giữ cho buôn bán động vật hoang dã. Việc săn bắn cũng đã gây ra một sự suy giảm trong số lượng các cá nhân còn lại. Thịt được coi là một món ăn trên các đảo và da cũng được sử dụng để làm đồ da. Mặc dù không có bất kỳ ước tính thực sự của dân số cheo cheo Philippines cho đến nay, người ta giả định chúng đang bị suy giảm số lượng. Các thợ săn địa phương đã nhận xét rằng loài này đang trở nên khó khăn hơn để tìm. Lý do lớn nhất cho sự suy giảm là quá trình mất nơi sống.